# 16073 Gaskin
16073 Gaskin è un asteroide della fascia principale. Scoperto nel 1999, presenta un'orbita caratterizzata da un semiasse maggiore pari a 2,2397206 UA e da un'eccentricità di 0,1448776, inclinata di 4,92630° rispetto all'eclittica.